# マルク・ローテムント
マルク・ローテムント（ドイツ語: Marc Rothemund、1968年8月26日 - ）は、ドイツ出身の映画監督である。父は映画監督のジキ・ローテムント。

## 作品
- アンツ・イン・ザ・パンツ!（2000年）
- 白バラの祈り ゾフィー・ショル、最期の日々（2005年）※第55回ベルリン国際映画祭銀熊賞 (監督賞)受賞作
- 5パーセントの奇跡 〜嘘から始まる素敵な人生〜（2017年）